# Tataröknen
Tataröknen (italienska: Il deserto dei Tartari) är en roman från 1940 av den italienske författaren Dino Buzzati. Den handlar om en officer som blir utposterad vid ett gammalt fort i en vidsträckt och öde gränstrakt. Till en början ser han uppdraget som en tillfällig anhalt, men åren går och officeren blir kvar på samma plats. Boken är präglad av ett drömlikt berättande och skildringar av absurditet. Den gavs ut på svenska 1948 i översättning av Eva Alexanderson.
År 1976 kom en filmatisering med samma titel i regi av Valerio Zurlini. Den sydafrikanske författaren J.M. Coetzee använde Tataröknen som en direkt inspirationskälla till sin roman I väntan på barbarerna.

## Mottagande
Stilen och ämnet gjorde att kritiker påstod att Buzzati var inspirerad av Franz Kafka när Tataröknen först gavs ut. Detta störde Buzzati som inte hade läst Kafkas verk innan han skrev boken. Den engelske författaren Tim Parks skrev i förordet till en utgåva från 2000: "Sant, han flirtar med symbolism och surrealism; sant, hans skrivande är indränkt med en känsla av livets absurditet; ... men samma sak gäller för så många andra av hans samtida – Calvino, Beckett och Thomas Mann, för att bara nämna tre, alla författare vars berättelser uppnår trovärdighet just i sin vägran att tillåta det drama vi begär. Vad Buzzati inte delar är den allgenomsyrande paranoia som kännetecknar Kafkas skrivande; resultatet är att den skräck och humor som Buzzati framkallar kommer att, misstänker jag, visa sig vara mer igenkänningsbar för den typiske läsaren än Kafkas, närmare den allmänna erfarenhetens mönster." Parks föreslog istället Giacomo Leopardi som en rimligare författare att göra jämförelser med, på grund av Leopardis och Buzzatis liknande inställning till hopp.